# Storie e leggende della Lunigiana
Le storie di fantasmi, i racconti di personaggi fantastici fatti di misteri e di segreti trovano in Lunigiana un vasto numero di leggende che sono state tramandate di generazione in generazione. La sera le famiglie si riunivano attorno al focolare e le persone più anziane raccontavano ai più piccoli storie di folletti, lupi mannari e streghe che praticavano la magia. Queste ragazze, ritenute streghe perché avevano scoperto i poteri curativi delle erbe, venivano processate e arse vive nelle piazze dei paesi della Lunigiana. Ancora oggi si possono trovare testimonianze di queste storie e leggende che vengono riportate dalle persone più anziane, com'è il caso di "Divina", una signora abitante a Villafranca in Lunigiana che viene chiamata "la fatina". La madre prima di morire le lasciò in eredità delle formule segrete, delle preghiere particolari e dei riti strani, per curare alcune malattie, come la crosta lattea dei bambini, il fuoco di Sant'Antonio, il raffreddore.

## La magia in Lunigiana
Studiosi contemporanei, tra cui R. Boggi e C. Gabrielli Rosi hanno notato quanto radicate e diffuse siano le credenze magiche in Lunigiana e quanto spazio occupino nelle tradizioni e nelle leggende popolari. Numerosi sono i luoghi che l'immaginario popolare vuole frequentati da presenze soprannaturali e inquietanti, come "la buca del diavolo", "la tana delle fate", "la grotta delle streghe", "la pianta dei fantasmi", ecc. Vi sono zone in cui gli abitanti sono guardati in malo modo da quelli dei paesi vicini e considerati dotati di qualità fuori del comune o di poteri magici.
In particolar modo, ritroviamo leggende che si raccontano in vari paesi della Lunigiana di defunti che si trasformano in spiriti e tornano a visitare i luoghi dove hanno trascorso la loro vita, alcune macabre e terrificanti, altre poetiche e malinconiche. Assai diffusa è per esempio la leggenda delle feste da ballo dei morti, racconti di processioni di fantasmi, di streghe, di riunioni di morti che si danno appuntamento in determinati luoghi. Queste leggende nella provincia di Massa Carrara, vengono chiamate menade, mentre nella provincia della Spezia, vengono chiamate m'na.
Invece le andade, erano processioni notturne di streghe o di morti che ritornavano. In qualche caso apparivano formate da monaci che avanzavano a due a due, in qualche altro caso da incappucciati e a volte da fantasmi simili ai vivi. Tutti portavano un cero acceso in mano e l'ultimo della fila porgeva il suo lume a chi si trovasse per caso a far da spettatore. Sia le andade che le menade erano temute e considerate segnali di sventura.
La via del vecchio fosso di Villafranca in Lunigiana
Un racconto popolare tratto dal Cantastorie Apuano In Lunigiana vi sono molti posti densi di mistero e di ancestrali paure, antichi borghi in pietra, chiese abbandonate e boschi lugubri, luoghi che conservano memorie e ricordi del passato che fanno accapponare la pelle. Una di queste storie è ambientata nella cosiddetta via del Fosso, ora piccola via laterale del borgo di Villafranca, ma anticamente fogna a cielo aperto del villaggio, dove spesso, assieme ai rifiuti, si nascondevano anche corpi di nemici, tragedie familiari e traffici illeciti. Gli anziani, seduti sugli antichi scranni vicino al focolare, fumando le vetuste pipe, narrano che se dopo mezzanotte devi uscire, assicurati che sia una vera emergenza; se sì, prendi con te il lume, legati alla cintola un coltello, non portare con te valori né in oro né in argento, non parlare con nessuno che incontri per strada, vai sempre dritto nel tuo percorso evitando il fosso. Se un giorno, per sbaglio, non seguirai queste istruzioni e per fretta o per pigrizia passerai accanto al fosso vedrai sicuramente sagome nere che ti sovrasteranno, come avvolte in neri mantelli, che brandiscono i coltelli più grandi che hai mai visto; sentirai grida femminili che ti geleranno il sangue, e se questo non basta per farti morire di spavento, non guardare per terra, perché spesso vi sono pozze di sangue dall’odore nauseabondo. Evitate quel posto, se potete. Credete agli anziani custodi delle tradizioni che hanno visto questi fenomeni, tramandati per generazioni. Si narra che nel Medioevo nei pressi del vecchio fosso, luogo maleodorante essendo una fogna, vi si riunivano sette che praticavano sacrifici umani, e che spesso facessero sparire giovinette vergini e bambini. Inoltre anticamente in quella località c’era anche una strega, che non era come le streghe delle favole o dei racconti; era una donna, in là con gli anni, che praticava alcune arti proibite della medicina, tra cui l’aborto forzato, che spesso portava alla morte tra urla inumane le donne e i bambini innocenti. Spesso le piccole faide di famiglia si macchiavano di sangue; le vittime venivano gettate dalle finestre nei liquami maleodoranti del fosso, destinate a diventare nutrimento di topi, mosche e scarafaggi. Si narra, inoltre, che tanti anni fa un giovane del paese che non credeva per nulla ai racconti popolari, malgrado le ammonizioni materne, decise di avventurarsi in quel posto assieme a un amico. I due ragazzini, che avevano tra gli undici e i dodici anni, decisero di partire all’insaputa delle famiglie. Stabilirono un punto d’incontro alla porta sottana, che si trovava alla fine del borgo; da lì, proseguirono per il fosso. Il primo ammoniva il secondo dicendo: <<I nostri vecchi raccontano solo delle sciocchezze dovute alla superstizione e all’ignoranza. Chissà cosa si nasconde nel fosso. Vuoi vedere che ci sono anche delle prostitute?>> <<Mah, se lo dici tu ci credo. Del resto, i miei genitori si spaventano praticamente di ogni rumore o sibilo nella notte; hanno la testa talmente piena di questi racconti che ascoltavano sin da bambini che faticano a distinguere la realtà dalla fantasia.>> Proseguivano a passi lenti, tenendo tra le mani la lanterna; arrivati all’imboccatura del fosso, sentirono una brezza gelida che li fece indietreggiare. Ma i due, raccolto un po’ di coraggio, proseguirono per la loro strada. A terra c’erano liquami. Videro, all’altezza della bottega del marmista, una grande pozza di sangue; il secondo giovane disse: <<Torniamo a casa, abbiamo visto anche troppo.>> Il primo, spavaldo, disse: <<Dai, sicuramente avranno ucciso o un maiale o un cinghialetto; avranno lasciato il sangue a scolare, ed ecco risolto il mistero della pozza.>> E scoppiò in una risata forzata. In quel mentre, come in un turbinio di vento, videro sulle pareti delle ombre di non meno di trenta uomini, con lunghi cappucci neri, che brandivano lame affilate come rasoi. I due furono presi da un tale spavento che cominciarono a gridare invocando l’aiuto di Santi. Si misero a correre e nella foga ruppero la lanterna che si spense; quindi si trovarono ad avanzare alla cieca, quando videro una donna anziana che disse loro: <<Vi siete perdute, care creature? Venite dalla nonna, dai.>> Ma i giovani sbirciarono dalla porta aperta dietro la vecchia e videro un lettino insanguinato dal quale pendevano delle corde. I due, col cuore in gola, corsero, corsero nel buio più totale, andando a sbattere contro le pareti. Arrivati all’uscita del fosso si accorsero di avere i vestiti sporchi di sangue, le braccia ferite e le ginocchia escoriate sotto i pantaloni corti. Nella piazza videro la luce di altre lanterne; si avvicinarono e videro i rispettivi genitori, in camicia da notte e vestaglia. Gli uomini indossavano ancora il berretto da notte e le donne la cuffia; tutti e quattro avevano un’aria preoccupata e innervosita. Abbracciarono i ragazzi dopo averli sculacciati. I due non dimenticarono mai gli avvenimenti di quella notte di paura; vissero nel borgo fino a un’età avanzata, senza mai uscire di sera, se non in caso di assoluta emergenza, evitando il fosso sia nel senso fisico, sia nel senso più strettamente morale, rifuggendo rivalse e qualunque altro genere di nefandezze. Tuttora, anche se sono passati tanti anni e il fosso non è più una fogna ma una strada bonificata, conserva immutata quell’aura di fascino e di mistero che solo le nostre leggende tramandate per secoli sanno donare.

### La leggenda del lupo mannaro
La leggenda del lupo mannaro nacque e si diffuse nel territorio di Pontremoli, è considerata l'unica leggenda autoctona, poiché molte altre le ritroviamo un po' ovunque in altre zone. Di essa abbiamo la versione in versi dialettali di Luigi Poletti, che apparve nel 1906 sulle pagine del periodico Apua giovane. Si narra che il borgo del Piagnaro, sia abitato ancora oggi da un lupo mannaro (licantropo), che abita il castello del paese. Nelle notti di luna piena, il licantropo, emette il suo lacerante ululato e comincia a girovagare per gli stretti vicoli del paese per spaventare gli abitanti del posto. Ad accompagnarlo nelle sue notti, un gruppo di cani randagi che lo seguono come se fosse il suo capo-branco.
I luoghi più bui e disabitati lo attirano e cerca di entrare nelle case salendo le scale. Per fortuna, egli non è in grado di salire più di tre gradini, perciò dopo qualche tentativo è costretto a rinunciare emettendo orribili ululati. L'effetto della sua mutazione dura dalla mezzanotte alle tre del mattino. Il suo più grande nemico, è il gallo, perché con il suo "chicchirichi", annuncia l'arrivo del giorno. La leggenda dice che le notti più propense alla metamorfosi, sono quelle umide e buie.
Le madri mettono in guardia i propri figli e raccomandano loro di non uscire per il paese la sera quando c'è la luna piena, ma di starsene in casa e sprangare bene la porta. Se qualcuno lo dovesse incontrare per le stradine del borgo, per salvarsi, basta che salga tre scalini per considerarsi fuori pericolo e poi non deve assolutamente guardarlo negli occhi, altrimenti morirebbe immediatamente di paura. Secondo la tradizione, per guarire qualcuno che è affetto da licantropia, l'unico rimedio efficace è quello di forargli una mano con una lesina da calzolaio.

### Il fantasma della marchesa di Fosdinovo
La storia più famosa che si racconta in Lunigiana è quella del castello di Fosdinovo che ha come protagonista la marchesina Bianca Maria Aloisia Malaspina, figlia di Giacomo Malaspina, la casata proprietaria del maniero che governava la regione e di Olivia Grimaldi. La marchesina si era innamorata di un giovane stalliere dai modi gentili, che ella spesso aveva occasione di incontrare nella corte e nelle scuderie del castello. Il giovane non era indifferente al fascino della fanciulla, le regalava ogni giorno mazzi di fiori e insieme si giurarono eterno amore. Si incontravano di nascosto anche grazie alla balia della ragazza, a cui lei le aveva confidato tutto l'amore che provava per il giovane stalliere.
Tutto ciò non era molto gradito dai genitori, contrari a quell'amore che avrebbe infamato l'intera famiglia. I due innamorati sapendo di vivere un amore in contrasto con le scelte del tempo, decisero di fuggire insieme non appena la fanciulla avesse compiuto i sedici anni. La festa del compleanno della ragazzina animò tutto il paese e tutti accorsero per vedere la sua bellezza. Tra tutti gli invitati, ella attirò particolarmente l'attenzione di un giovane, figlio di un duca della Pianura Padana, ma la marchesina aveva nel cuore solo il giovane stalliere. Purtroppo, qualcuno, forse un servitore, tradì i due giovani e quando il padre poi venne a sapere le intenzioni della figlia, minacciò di rinchiuderla a pane ed acqua nelle segrete del castello.
Quell'atteggiamento così ribelle, costrinse i genitori a prendere una decisione drastica, la ragazza venne trasferita in un convento e il giovane allontanato dal paese. Ma la marchesina non voleva rinunciare al suo amore, quindi si rifiutò di prendere i voti e a quel punto fu riportata al castello, rinchiusa nelle prigioni e torturata. Ciononostante, la ragazzina non aveva nessuna intenzione di cambiare idea e così per evitare qualsiasi tipo di scandalo, il padre la fece murare viva in una cella del castello, dove l'unico legame che aveva con il mondo esterno era una botola sul soffitto da cui giornalmente venivano calati il cibo e le bevande.
Isolata dal resto del mondo, in una cella priva di porte e di finestre, l'unica compagnia, era quella di un cane e di un cinghiale, simboli rispettivamente di fedeltà verso l'amato e del suo animo ribelle. Dopo qualche anno di stenti la marchesina morì, ma ancora oggi si racconta che nelle notti di luna piena, il suo spirito, vaga per il castello con una veste bianca ed i capelli lunghissimi sciolti sulle spalle. A confermare la veridicità della storia, sembra che negli ultimi scavi effettuati per ristrutturare i sotterranei del castello, in un locale segreto siano state ritrovate delle ossa, appartenenti molto probabilmente, ad una fanciulla e a due animali.
La leggenda del fantasma della marchesina attira ogni anno l'attenzione di molte persone, in quanto periodicamente televisioni e studiosi di fenomeni paranormali, sono attratti nel castello per la ricerca di qualche scoop. Sono in particolar modo interessati da una macchia bianca in una delle sale del castello, che sembra rappresentare una figura femminile insieme ad un cane e ad un cinghiale, ed a un filmato dove una figura scura sembra attraversare la stanza da muro a muro come se fosse sospesa dal vento. Altri forniscono un’interpretazione più ottimistica del possibile destino della marchesina, ritenendo che, alla fine delle sue tribolazioni terrene, sia finalmente riuscita a congiungersi, sia pur brevemente, con l’amato stalliere e ne sia stata montata more equino proprio in quella sala del castello: la macchia bianca sarebbe stata prodotta dallo sperma emesso dallo stalliere alla fine del loro coito interrotto, onde evitare di impregnare la sventurata e cagionare così uno scandalo. Il fantasma della marchesina starebbe quindi cercando lo stalliere per riuscire finalmente a provare l’orgasmo negatole da quel primo e unico coito, frettoloso e insoddisfacente.

### Il Cecino
Quella di Campanetta, è la storia di un uomo sfortunato, ma molto furbo, si diceva fosse più furbo del diavolo. Lungo, secco con un po' di pelle sulle braccia, il corpo pieno di peli e per questo motivo nessuna ragazza lo voleva per marito, ma lui pensava che se si fosse arricchito, la bellezza sarebbe passata in secondo piano. Così vendette la vigna sul mare e la selva di ulivi, lasciandosi solo una piana d'uva e si comprò una barca con reti e lenze e si mise a pescare. Purtroppo con la pesca non trovò molte soddisfazioni, in quanto non era molto capace e si trovò di fronte ad una serie di sfortunati incidenti, l'ultimo dei quali, gli portò via un occhio, una gamba e un braccio.
Con gli ultimi soldi rimasti, si fece mettere un occhio di vetro, una gamba e un braccio di legno, tutto questo perché aveva intenzione di sposare la Rosetta della Posta. La madre della ragazza era contraria al matrimonio e così tutte le volte che Campanetta passava vicino a casa sua, chiudeva porte e finestre e faceva di tutto perché i due non si vedessero. Così Campanetta si mise a coltivare la sua vigna e il suo ulivo, ma purtroppo quell'anno il raccolto non andò per niente bene. Non sapendo come fare, tagliò tutto quello che aveva e seminò lupini nella valle e ceci sulla costa: i lupini non fecero nulla, mentre i ceci buttarono bene, ma quando andò per raccoglierli si accorse che i ragazzi gli avevano mangiato tutto, ma cercando vide che un piccolo cecino era rimasto tra la terra.
Così prese il cecino, se lo mise in tasca e quando andò a casa pensò a cosa ne poteva fare. Il giorno dopo, doveva partire e lasciò il suo cecino alla comare Padella. Quando tornò, il cecino non si trovava più e dopo aver cercato a lungo, Campanetta lo trovò nel gozzo di una gallinetta nera. A quel punto lo rivoleva a tutti i costi e tra una discussione e l'altra, la comare Padella, gli lasciò portare via la gallinetta che aveva nel gozzo il suo cecino. Dopo qualche tempo andò da un'altra comare, la Sciabigotta e le chiese se poteva tenergli la gallinetta, perché lui doveva partire. Quando Campanetta tornò e andò a casa della comare, la gallinetta non si trovava più, ma dopo un po' si accorse che se l'era mangiata il porchetto. La Sciabigotta tentò in tutti i modi di persuadere Campanetta, ma non c'era nulla da fare, rivoleva la sua gallinetta nera e così la comare fu costretta a dargli il porchetto. Un giorno Campanetta andò da un'altra comare, la Gentilona e le chiese se poteva tenergli il porchetto perché doveva andare alla fiera di Velva.
La Gentilona, accettò di tenerlo, ma il giorno dopo la venne a trovare la Rosetta della Posta che era sua nipote e per lei avrebbe fatto qualsiasi cosa. La ragazza quando vide il porchetto chiese alla zia se lo poteva cucinare per lei, ma la comare le spiegò che non era suo, ma di Campanetta. La ragazza continuava insistentemente e quando si buttò tra le braccia della zia, la Gentilona non resistette e le cucinò il porchetto. Quando Campanetta tornò e vide che la comare aveva ucciso il suo porchetto, si arrabbiò molto, lei gli spiegò che lo aveva fatto per la Rosetta, ma lui non volle sentire scuse e così tra una serie di litigate, Campanetta si sposò la Rosetta. Alla fine Campanetta arrivò a quello che aveva sognato fin dal primo giorno e la Rosetta pensò che valeva di più Campanetta con tutti i suoi problemi che tutti gli uomini del paese che le avevano sempre fatto la corte senza fare mai niente per lei. Campanetta, infatti, sarà anche stato orbo e mutilato, ma era superdotato e faceva godere la Rosetta in modo meraviglioso. Quando però insistette perché lei gli desse anche il cul.o, la Rosetta non volle saperne e lo pugnalò a morte. Si dice che il fantasma di Campanetta tornasse a trovare la Rosetta in carcere ogni notte per persuaderla a farsi prendere nel buso più stretto, ma non si sa se ci sia mai riuscito, o meglio entrato.

### Gli irrequieti spettri dei ruderi
Un tempo ai ricchi signori, piaceva fare dei festini perversi a corte, insieme a giovani fanciulle vergini, schiave dei loro padroni. Tra di loro, si ricordano le storie di Giovan Gasparo Malaspina, signore del castello di Treschietto, che abusava di giovani donne facendo perdere loro la verginità e successivamente le uccideva, facendole perdere la vita in strani riti umani sacrificali. Ritroviamo sempre i Malaspina in altri due episodi simili, Francesco Malaspina, protagonista di una storia con una giovane donna di Mulazzo che sarebbe morta per sfuggire agli abusi del marchese e l'episodio del marchese Malaspina di Iera, dove si racconta che dalla cappella di San Biagio si sentano le grida delle vittime da lui uccise e gettate in una fossa piena di scheletri.
La leggenda ci racconta che le anime pure di tutte queste ragazze, abusate e sacrificate, vagano ancora oggi nei castelli o nei grandi palazzi dove morirono vittime delle loro violenze. La loro unica possibilità di riscatto, è quella di continuare a gridare all'infinito l'infamia dei nobili che le hanno sacrificate.

### Gli amori proibiti della Marchesa Cristina Pallavicini
Nel castello di Fosdinovo, si svolge un'altra vicenda, quella della marchesa Cristina Pallavicini. Sposata con Ippolito Malaspina, rimase vedova dopo che il marito fu assassinato dai fratelli Pasquale e Ferdinando che volevano impadronirsi del feudo. Rimase tutrice del figlio Carlo Agostino, finché il bambino non divenne maggiorenne. Cristina Pallavicini è ricordata come una donna crudele, affascinante e con una vita macchiata di delitti. La leggenda racconta, che in vita sua ebbe molti amanti di ogni razza, che ospitava nel suo castello e poi uccideva freddamente. La marchesa passava tutta la notte con loro e dopo essere stati insieme, se ne sbarazzava facendoli precipitare nella botola posta al centro della sua stanza da letto.
Gli uomini venivano legati e issati con una corda appesa ad un anello e poi lasciati cadere nel baratro pieno di irte lame. Le grida disperate di questi poveri uomini, non venivano udite da nessuno, data la particolare acustica della camera, per questo motivo i delitti non furono mai scoperti da nessuno. Nella camera è ancora visibile un gancio appeso al soffitto e la botola dove la marchesa faceva ricadere i suoi amanti. Proprio al di sotto della bottola, è stata scoperta un'altra stanza (soprannominata camera della torture), dove cadevano i malcapitati.
Ma si dice che la realtà sia un'altra... la marchesa dopo la morte del marito, aveva avuto una relazione con un certo Francesco Precetti, da cui ebbe un figlio al di fuori del feudo. Il figlio che ebbe con il marito Ippolito Malaspina, morì un anno prima della marchesa, lasciando moglie e sette figli. Due di essi furono protagonisti di un episodio particolare, lo stesso anno della morte del padre, mentre si stavano recando nella casa di famiglia a Caniparola, videro il padre affacciato alla finestra. I due ragazzi si precipitarono all'ingresso e una volta entrati salirono al piano superiore visitando ogni stanza, ma non trovarono nessuno...

### Il bufardelo
La favola del beffardello, la ritroviamo in tutta la Lunigiana e anche nella vicina Garfagnana. Soprattutto nel territorio di Casola in Lunigiana, c'è una strada che collega Luscignano a Casola e lì dove sotto si trova tuttora la "grotta delle fate", si riuniscano i beffardelli. Chi passava da quella valle sembra che fosse sempre ossessionato da spaventosi rumori misteriosi. La gente era fermamente convinta che quegli strani rumori, fossero prodotti dai beffardelli che si nascondevano in quel luogo. Secondo la leggenda, erano folletti dispettosi dal comportamento assai strano, che compivano azioni particolari per mettere in difficoltà animali ed esseri umani, ma talvolta erano capaci anche di azioni generose. Si racconta che s'introducevano nelle stalle per dar fastidio ai cavalli che insieme alle mucche erano i loro bersagli preferiti. Cominciavano a pungere e spronare gli animali e le povere bestie rimanevano sfinite e tutte sudate. Anche se il padrone accorreva, non capiva il motivo di tutto quel lamento.
Molte persone affermano di averli visti e qualcuno è anche in grado di descriverli: simili a grossi topi con baffi lunghi e rigidi, di piccola statura, astuti e dispettosi, con occhi piccolissimi e tondi, mobili e penetranti, dall'espressione malvagia. Solo le sue vittime sono in grado di vederli, ma alcuni dicono che si nascondono anche nei capelli. Per lungo tempo fu adoperato come spauracchio per tenere a bada i bambini. Infatti si raccontava che fosse in grado di passare dal buco della serratura, di turbare il sonno dei bambini e di mettere in disordine tutta la loro camera. Si dice che il beffardello preferisce le ore notturne per le sue imprese e scompare con la prima luce del mattino. In alcune zone della Lunigiana è considerato una specie di gnomo, dotato di qualità soprannaturali, tra cui la capacità di prevedere il futuro.
Esso può mettere a disposizione di tutti le sue conoscenze, in cambio di preziosi favori, ad esempio fare scoprire un tesoro nascosto, far ritrovare le stalle pulite per opera di magia, rendere fertili terreni inariditi e moltiplicare i raccolti. Si racconta che una delle sue azioni più maligne, sia quella di legare in minute treccine la criniera e la coda ai cavalli, ma non era lecito tagliarle, poiché si riteneva che ciò avrebbe causato la loro morte. Un'altra leggenda racconta che durante la notte il beffardello si avvicinava con la mano alla bocca dei neonati per soffocarli, ma non ci riusciva, perché la sua mano era bucata e l'angelo custode vegliava sul neonato.
Una delle tante leggende, racconta che tanti anni fa viveva a Casola, una giovane donna vedova di nome Giovanna, insieme al suo bambino. Essi avevano un campicello ed una mucca nella stalla, ma il raccolto non andava tanto bene ed anche il latte della mucca che vendevano non portava loro grandi guadagni. Così Giovanna andò ad aiutare i vicini nei campi e nei lavori domestici, per avere qualche soldino in più, ma venne un inverno così freddo che la gente non usciva più di casa e per Giovanna era impossibile andare al lavoro. Una mattina, quando la donna aprì la madia dove teneva tutte le provviste, si accorse che il pane era sparito e così chiese al figlio che aveva appena quattro anni, ma il bambino rispose che lui non lo aveva preso. Così preparò un po' di minestra per lei e il bambino e pensò di andare l'indomani a cercare il pane.
Durante la notte, Giovanna non riuscì a dormire e così andò in cucina per terminare una maglia, ma appena mise piede sulla soglia della cucina, sentì degli strani rumori provenire proprio dalla madia. Si avvicinò con un lume e appena alzò il coperchio, vide tre beffardelli che la guardavano con occhi piccoli e rotondi. La donna sorpresa, chiese cosa stavano facendo e una vocina le disse se per favore poteva spegnere la luce perché dava loro fastidio, la donna spostò il lume e cominciò a rimproverare i tre beffardelli, e piangendo raccontò loro che lei e suo figlio erano rimasti senza pane e non sapevano come andare avanti.
I beffardelli le dissero che se li avesse lasciati stare, il mattino dopo le avrebbero fatto trovare una bella pagnotta di pane per lei e il suo bambino e avrebbero accudito la mucca nella stalla. Così la donna obbedì. La mattina dopo quando andò in cucina, trovò una bella pagnotta di pane per lei e il figlio, trovò la stalla ben pulita e il latte già munto, ma i beffardelli le fecero altre sorprese, infatti in primavera il campicello della signora Giovanna, produsse ogni genere di ortaggi e alla sua stagione il campo dette un ottimo raccolto di grano.

### Il tesoro nascosto
Tra le più antiche e diffuse leggende del territorio lunigianese, esiste quella del tesoro nascosto, che si tramanda nelle famiglie di generazione in generazione e solitamente parla di antichi manieri, conventi in rovina o anche antichi cimiteri. Sulla cima di un monte di Sassalbo, possiamo ancora vedere i resti di un antico castello costruito a strapiombo sul torrente Raveggio. Si narra che lì vivesse un signore straniero che dominava tutto il paese di Sassalbo e i dintorni. Era un uomo prepotente e malvagio, che trattava male i suoi sudditi ed era spietato con tutti i nemici. Un giorno quando andò a caccia, fu colpito al cuore da una fucilata e morì. Cominciò a girar voce che lo aveva ucciso un ragazzo, figlio di un signore del paese che era stato privato di tutte le sue terre.
Data la sua malvagità, non lo pianse nessuno, anzi tutti gli abitanti volevano impadronirsi del tesoro che si diceva avesse nascosto il signore in grosse pentole nei sotterranei della torre quadrata del castello. Molto spesso le pentole, apparivano in sogno ai sassalbini, piene d'oro, piene di bracciali preziosi, anelli ornati di rubini, diamanti, zaffiri o smeraldi. Il tesoro faceva gola a tutti, però se ne parlava sempre sottovoce e in gran segreto, in quanto era diffusa la credenza che i tesori nascosti sotto terra fossero di proprietà del demonio e che avrebbe impedito in qualsiasi modo che qualcuno se ne impadronisse. Tre contadini, mezzi parenti, si ritrovavano ogni sera all'osteria del paese ed ogni sera fantasticavano sul tesoro nascosto. Ne parlavano scherzando, ma ognuno di loro, dentro di sé, pensava a come sarebbe cambiata la propria vita trovando tutto quel bottino.
Una sera, ritrovandosi nella solita osteria, si decisero di andare alla ricerca del tesoro, ma tutto doveva avvenire con il massimo segreto, allo scopo di fuggire alle forze del demonio che vegliavano su di loro e di partire a notte fonda, per non essere visti e scoperti da nessuno. Così la notte stabilita, muniti di attrezzi si recarono ai piedi della torre quadrata e cominciarono a scavare. Dopo un po' che scavarono, uno dei tre scese nella buca e ad un certo punto si sentì un tintinnio. Gli amici rimasero per un attimo esterrefatti, poi si abbracciarono e in silenzio tirarono su la prima pentola. Una volta tolto il coperchio, trovarono tantissimi gioielli e monete d'oro.
Ad un certo punto in lontananza, videro un gregge di capre seguite da un grosso caprone nero e zoppo che faceva molta fatica per raggiungerle. A quel punto uno degli uomini, dimenticando i patti, gridò al caprone di rinunciare a seguire le altre capre, perché tanto non ce l'avrebbe mai fatta. Ma non aveva ancora finito di parlare che i tre uomini furono scagliati lontanissimo da un fortissimo turbine di vento. I loro compaesani li ritrovarono tutti morti e nacque sempre di più la convinzione che il caprone zoppo, fosse la reincarnazione diabolica del signorotto assassinato.

### Le tre campane piene d'oro
Sempre dalla zona di Sassalbo, ci viene tramandata un'altra leggenda, di tre campane piene d'oro che vennero trasportate da Modena in Lunigiana. Non si sa nulla ne del mittente e ne del destinatario, ma la leggenda racconta che nel 1600 viveva a Modena un ricchissimo signore piuttosto misantropo. Rimasto vedovo, il suo carattere peggiorò, s'isolò dal mondo e si fece costruire una villa nella parte più boscosa delle sue terre, dove si ritirò a vivere con pochi servitori. Non ancora contento della sua solitudine, fece distruggere la strada che portava verso la sua casa, di modo da non avere visite da nessuno. Una notte, sognò la moglie che aveva amato così tanto che la sua morte lo mandò nella disperazione.
Nel sogno la moglie gli disse che era molto preoccupata per lui, ma in quell'istante l'uomo si sveglia e rimase a pensare per tutta la notte a quel sogno. Passato qualche tempo, una notte l'uomo rivide in sogno la moglie, che gli disse di lasciare la villa e tornare a vivere in mezzo alle altre persone. Di nuovo il sogno svanì e così l'uomo si rese conto di non amare più quella vita ma di tornare in mezzo agli altri proprio come gli diceva la moglie. Così la mattina dopo retribuì tutti coloro che avevano lavorato per lui, chiuse la villa e se ne tornò a Modena. Qualche giorno dopo, bussarono alla porta dei masnadieri, che giravano armati per le campagne, portando via tutto ciò che trovavano.
Non incontrando nessuno, si misero a cercare nella villa, scesero in cantina, presero tutto quello che trovarono e non contenti si misero alla ricerca di monete d'oro. Quando le trovarono, staccarono le campane di bronzo del campanile di una chiesa e le riempirono di monete d'oro. Rubati una treggia e due buoi ad un contadino, organizzarono il trasporto sulla strada dell'Appennino. A pochi metri dal Passo del Cerreto, vicino alla sorgente del Rosaro, la treggia cominciò a sprofondare e i masnadieri cominciarono a gridare vedendo tutto il loro bottino scomparire, ma non potendo fare niente, staccarono dalla treggia i due buoi, che già stavano scomparendo insieme al bottino. Si racconta che in seguito si tentò più volte di scavare nella zona alla ricerca del tesoro, ma non si trovò mai nulla.

### La processione degli spiriti
Convegni di streghe e stregoni, processioni e danze di morti sono al centro di molti dei racconti diffusi in Lunigiana. Tali storie sono molto più spaventose, in quanto nella maggior parte dei casi si rifanno a fatti realmente accaduti in passato, dove in particolar modo ritroviamo i membri della famiglia Malaspina. Ad esempio, il castello di Tresana, in possesso dei Malaspina fino al 1651, fu assai importante. Al suo interno, si trovavano due torri, di cui, come del castello, rimane ancora qualche resto. Proprio ai piedi di una delle due torri, era posto un trabocchetto, detto ruglin, che consisteva in una galleria verticale, che aveva una terrificante caratteristica, le pareti erano piene di lame taglienti. Proprio qui finivano precipitando nelle acque, i corpi di coloro che venivano gettati nel trabocchetto del castello per qualche futile motivo.
Così gli abitanti del borgo, vedevano le acque del torrente diventare rosse o addirittura affiorare portati dalla corrente abiti lacerati, braccia o gambe umane. Si racconta che a Barbarasco, a volte appariva nel torrente la menada, cioè la schiera degli spiriti degli assassini riuniti a convegno. La leggenda racconta che sempre a Barbarasco, un prete diede ordine ad un cittadino, di portare a Tresana un grande libro, raccomandandogli di non aprirlo. L'uomo che era molto curioso, ma era anche uno dei pochi che in paese sapeva leggere, non riuscì a resistere alla tentazione, e così si mise a sfogliare il libro e cominciò a leggerlo. Ma subito, non appena l'ebbe aperto, si scatenò una grande tempesta e da ogni punto cardinale, si vide arrivare una schiera di spiriti di ogni dimensione: alcuni erano piccoli, altri giganteschi, ma tutti avevano il solito colore biancastro ed evanescente.
Essi diedero inizio ad un'orribile danza attorno al pover'uomo impaurito, facce deformi gli si avvicinavano emettendo risate agghiaccianti, altre gli si precipitavano addosso piangendo in modo lugubre con urla strazianti. All'improvviso uno degli spiriti, si avvicinò all'uomo, si staccò la testa e gliela mostrò, un altro gigantesco si allungava ed allargava fin quasi a toccare il cielo. Uno spirito altissimo, staccò un masso dalla montagna e fece l'atto di gettarglielo contro ma poi cambiò idea e lo gettò nel torrente mandando in pezzi una barca che si trovava legata alla riva. Sradicarono alberi facendoli poi cadere sui tetti delle case, altri arrivarono fin sulle nuvole, per poi farle abbassare fino a terra, da non far vedere più nulla alla gente che stava fuggendo dalle proprie case.
Quando il prete vide tutto ciò, si mise le mani nei capelli, perché capì che l'uomo aveva aperto il libro magico che doveva portare fino a Tresana. Gli spiriti, apparsi al cospetto dell'uomo in attesa di ordini, non avendone ricevuti, s'erano scatenati terrorizzando tutto il paese. Il prete a quel punto accorse in soccorso dell'uomo e gli suggerì di ordinare agli spiriti di andare a prendere la sabbia del fiume Magra. Così l'uomo ordinò agli spiriti di prendere la sabbia e subito tutta la schiera si diresse verso il fiume, tracciando un enorme solco nel terreno, che si formò allora e fu chiamato Fosson, un torrente profondo e impraticabile che va a gettarsi nell'Osca.
Un'altra leggenda, la ritroviamo a Filattiera, antico borgo fortificato munito di mura e grosse porte. Fino al secolo scorso, correva voce, che si tenessero misteriose processioni, dopo una certa ora della sera, da parte di strani personaggi, che camminavano silenziosi e con i ceri accesi in mano, passavano fuori dal paese e si dirigevano verso il cimitero. Gli abitanti erano spaventati da tutto ciò e così quando si avvicinava la notte, si chiudevano in casa, per paura di incontrarli. Pare che una fornaia di nome Cabrera, non avesse paura di loro e così una sera decise di stare fuori dalle porte del paese, per vedere passare la menada. Si mise ad aspettare e verso la mezzanotte vide arrivare una fila di persone, uomini e donne con un cero in mano e l'ultima donna della fila le porse un cero acceso.
La donna lo prese, lo spense e lo portò in una casa. Quando lo andò a riprendere, terrorizzata si accorse di avere tra le mani un braccio umano! Si recò dal parroco e gli raccontò tutto, questi dopo aver riflettuto le consigliò di tornare alla processione, di ridare alla donna il braccio, ma di stare molto attenta, dovrà infatti tenere in braccio un gatto ed un bambino, altrimenti le capiterà qualcosa di brutto. La Cabrera, diede ascolto al parroco, si recò alla processione e quando vide la donna le porse il braccio. La donna lo prese e con fare minaccioso, le disse che aveva fatto bene a presentarsi con un bimbo ed un gatto, altrimenti per lei sarebbe finita molto male...

### La donna morta due volte
A Malgrate circola una strana leggenda tra gli abitanti del paese, che ha per protagonista una contadina, che sembra sia morta due volte. La donna, mentre stava mangiando sola in casa, rimase strozzata da una parte del cibo che non riuscì ad inghiottire. Quando i familiari tornarono a casa, si accorsero che non c'era più nulla da fare, così decisero di chiuderla in una cassa di legno e di portarla al campo santo del paese in attesa dei funerali.
Il giorno successivo, tornati al cimitero, si accorsero che il coperchio della cassa era stato forzato, ma non era completamente aperto. Spaventati i familiari decisero di scoperchiare la cassa, ma lo spettacolo che si trovarono davanti fu terrificante. Si trovarono di fronte la donna con gli occhi sbarrati e tutte le mani insanguinate. La donna era riuscita ad espellere il cibo e trovandosi nella bara aveva cercato di liberarsi ma purtroppo non ci riuscì e così morì di crepacuore. Qualcuno racconta che vaga ancora nel cimitero con le mani rivolte verso l'alto come se stesse cercando di aprire la bara.

### Vendetta nella selva
Secondo alcuni storici, la famiglia dei Malaspina, sarebbe nata verso il XIII secolo dalla casata degli Obertenghi. Secondo Giuliano Lamorati, religioso autore di Historie di Lunigiana, la famiglia ha un'origine molto più antica, che risale addirittura alla città di Luni. Secondo Lamorati, a Luni arrivò Teodoberto re dei Galli che mise sottosopra ogni paese che trovava lungo il suo cammino fino ad arrivare alla città di Luni. Non riuscendo a prendere il potere della città di Luni, Teodoberto propose una pace fasulla per il solo scopo di farsi aprire le porte della città.
Una volta entrato a Luni, cominciò la strage e la notte gli apparve in sogno Sant'Ambrogio che gli disse: "Pagherai, o avvoltoio, ciò che hai fatto!". Dopo qualche tempo, Teodoberto si ricordò del sogno e mentre era a caccia nella selva di Fosdinovo insieme ad Accino, figlio del re di Luni, si perse. Teodoberto si decise di fermarsi un attimo e riposarsi ma Accino si avvicinò a lui molto lentamente, prese una grossa spina e la introdusse nell'orecchio di Teodoberto fino al cervello. L'imperatore Giustiniano esaltò l'impresa di Accino, lo nominò marchese e gli consentì di cambiare il cognome in Malaspina, per ricordare l'impresa che aveva compiuto.

## Altre storie
Arriva da Monti la leggenda dell'albero delle streghe, dove si racconta che esse si riunivano attorno ad una quercia detta di "Morian". Le streghe si ritrovavano la notte e cominciavano a danzare attorno alla quercia. Tra gli abitanti del posto, pochi sanno dove si trova di preciso il grande albero e i pochi che ne sono a conoscenza, mantengono il segreto e la notte ci passano il più lontano possibile. Oltre alle streghe si ritrovavano anche folletti dispettosi, che facevano scherzi a uomini e animali.
Non molto lontano da questa zona, nella valle del Taverone, si trovava la città di Venelia, distrutta dai saraceni. Negli scavi recenti, sono state trovate urne cenerarie, ma secondo la tradizione sono tesori nascosti che il diavolo ha trasformato in cenere.
Vicino a Pontremoli, si trova un ponte misterioso che attraversa un canale molto profondo, che viene chiamato "Il ponte dei rumori". Secondo la leggenda, dal ponte venne gettato un indemoniato. Si racconta che ogni tanto, si sentano provenire dal canale, i suoni dello sbattere delle catene contro le rocce. Si dice che forse l'uomo, aveva cercato di avvicinarsi ad un tesoro che era custodito dal diavolo presso una fortezza, su un monte fatto a cono chiamato localmente Zucchetto.
Nella zona di Terrarossa, un contadino intento allo scavo di un pozzo, trovò lo scheletro di un essere gigantesco alto più di due metri. Mentre si racconta che nelle località del Masero, un abitante mentre stava demolendo un muro trovò una chioccia d'oro con una dozzina di pulcini.

### Video
- Storie, leggende e il fantasma al castello dei Malaspina di Fosdino, video amatoriale sulle leggende del castello di Fosdinovo